# Non sento più la chitarra
Non sento più la chitarra (J'entends plus la guitare) è un film del 1991 diretto da Philippe Garrel.